# بيتر أولريش
بيتر أولريش (بالإنجليزية: Peter Ulrich)‏ هو فنان إيقاعي بريطاني، ولد في 29 أغسطس 1958 في Perivale ‏ في المملكة المتحدة.

## وصلات خارجية
- بيتر أولريش على موقع ميوزك برينز (الإنجليزية)
- بيتر أولريش على موقع أول ميوزيك (الإنجليزية)
- بيتر أولريش على موقع ديسكوغز (الإنجليزية)